# Bernd Eichwurzel

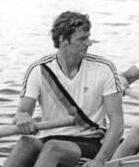
Bernd Eichwurzel, 1988

Bernd Eichwurzel (* 25. Oktober 1964 in Oranienburg) ist ein ehemaliger Ruderer aus der DDR. 1988 wurde Eichwurzel Olympiasieger im Vierer mit Steuermann.
Eichwurzel ruderte für die SG Dynamo Potsdam unter Trainer Bernd Landvoigt. Er wurde 1982 Juniorenweltmeister im Zweier ohne Steuermann. 1983 startete er erstmals bei der Weltmeisterschaft in der Erwachsenenklasse. In der Besetzung Bernd Eichwurzel, Bernd Niesecke, Jörg Friedrich, Dietmar Schiller und Steuermann  Klaus-Dieter Ludwig belegte der Vierer den zweiten Platz hinter dem Boot aus Neuseeland. Bei der Weltmeisterschaft 1985 trat der Potsdamer Vierer in der Besetzung Eichwurzel, Niesecke, Karsten Schmeling, Schiller und Steuermann Hendrik Reiher an und erkämpfte die Bronzemedaille.
1986 rückte Frank Klawonn für Schiller in den Potsdamer Vierer. In der Besetzung Karsten Schmeling, Bernd Niesecke, Bernd Eichwurzel, Frank Klawonn und Hendrik Reiher gelang dem Boot der Gewinn der DDR-Meisterschaft 1986 und 1988. Das Boot gewann den Weltmeistertitel 1986 in Nottingham und 1987 in Kopenhagen. Bei den Olympischen Spielen 1988 in Seoul siegte der Vierer mit fast drei Sekunden Vorsprung auf das Boot aus Rumänien. 1990 trat bei der Weltmeisterschaft letztmals eine Mannschaft aus der DDR an, im Vierer mit Steuermann gewannen Mario Grüssel, Stefan Schulz, Detlef Kirchhoff, Bernd Eichwurzel und Hendrik Reiher den Titel, das Boot aus der Bundesrepublik Deutschland belegte den zweiten Platz.
Bernd Eichwurzel arbeitete bis zur Wende bei der Volkspolizei, danach war er als Kraftfahrer tätig. Für seinen Olympiasieg in Seoul wurde er mit dem Vaterländischen Verdienstorden in Gold ausgezeichnet. Diese Auszeichnung erhielt er auch für den Weltmeistertitel 1986.